# Albaston

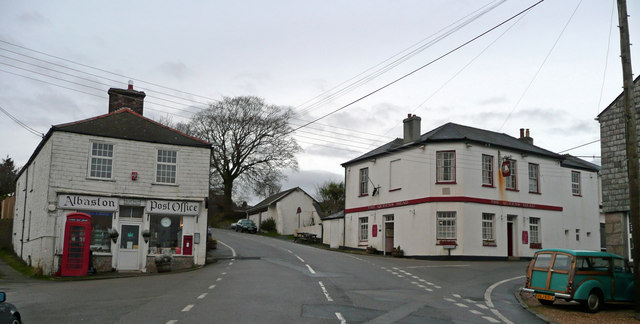
La oficina de correos de Albaston y el pub Queens Head

Albaston (Cornualles: Trevalba) es una aldea en Cornualles, Inglaterra, Reino Unido. Está en la parroquia civil de Calstock.

## Geografía
Albaston se encuentra a 1 milla (2 kilómetros) del centro de Gunnislake y a media milla (0,7 kilómetros) de la estación de ferrocarril de Gunnislake, el cruce de la línea Tamar Valley desde Plymouth.

## Historia
En el pasado, Albaston estaba estrechamente relacionado con la mina cercana en Drakewalls. El éxito de la mina Drakewalls a finales del siglo XVIII y principios del XIX condujo al crecimiento del pueblo de Albaston, incluida la construcción de una capilla metodista y varias tiendas, casas y negocios. Una cervecería, Edward Bowhay & Brothers, fue fundada en 1877; esta cervecería había cerrado en 1930.

## Instalaciones
El pueblo tiene una iglesia metodista, conocida como Tamar Valley Methodist Church. Se inauguró en 2001.
La Antigua Casa de Correos se alquila ahora como casa de vacaciones para nueve personas.

## Residentes destacados
El líder pentecostal cristiano Thomas Ball Barratt nació en Albaston en 1862, hijo de un ingeniero de minas. Se mudó a Noruega cuando su padre comenzó a trabajar para una mina allí y más tarde se convirtió en el fundador del movimiento pentecostal noruego.